# Hjalmar Andresen
Hjalmar Andresen (18 luglio 1914 – 22 giugno 1982) è stato un calciatore norvegese, di ruolo attaccante.

## Carriera

### Club
Andresen vestì la maglia del Sarpsborg.

### Nazionale
Giocò 6 incontri per la Norvegia, partecipando anche al campionato del mondo 1938.